# Bernhard Luginbühl
Pour les articles homonymes, voir Luginbühl.
Bernhard Luginbühl est un sculpteur suisse né le 16 février 1929 à Berne (Suisse) et mort le 19 février 2011. 

## Biographie
Luginbühl sculpte le fer à partir de 1953. Sa rencontre avec Jean Tinguely en 1957 sera décisive. Comme lui, Luginbühl est l'auteur de sculptures mécaniques parfois très imposantes et non dénuées d'humour. Ses enfants Basil Luginbühl (né en 1960) et Jwan Luginbühl (né en 1963) ont été ses assistants et ceux de Jean Tinguely avant de poursuivre leurs carrières respectives de sculpteurs.